# The Grove (Hertfordshire)

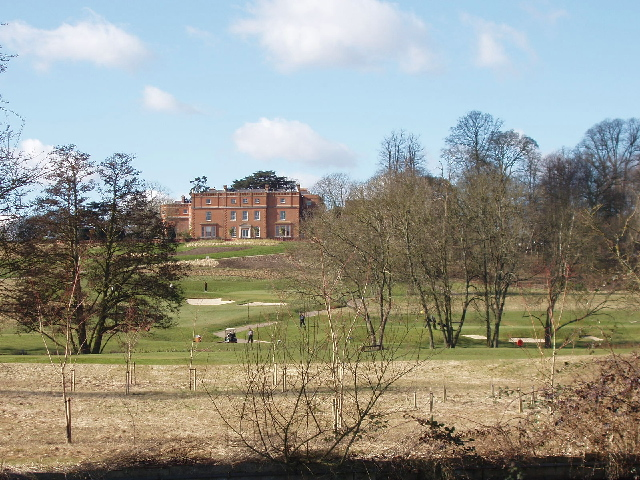
Das Herrenhaus von Osten, im Vordergrund der Golfplatz

The Grove ist ein Luxushotel in Großbritannien. Das bei Watford in Hertfordshire gelegene Hotel befindet sich zum Teil in einem als Kulturdenkmal der Kategorie Grade II* klassifizierten Herrenhaus.

## Lage
Das Hotel liegt nordwestlich von Watford und südlich von Kings Langley und etwa 29 km von der City of London entfernt. Zu dem Hotel gehört ein über 120 ha großes Anwesen, das im Westen durch den Grand Union Canal und den River Gade begrenzt wird.

## Geschichte

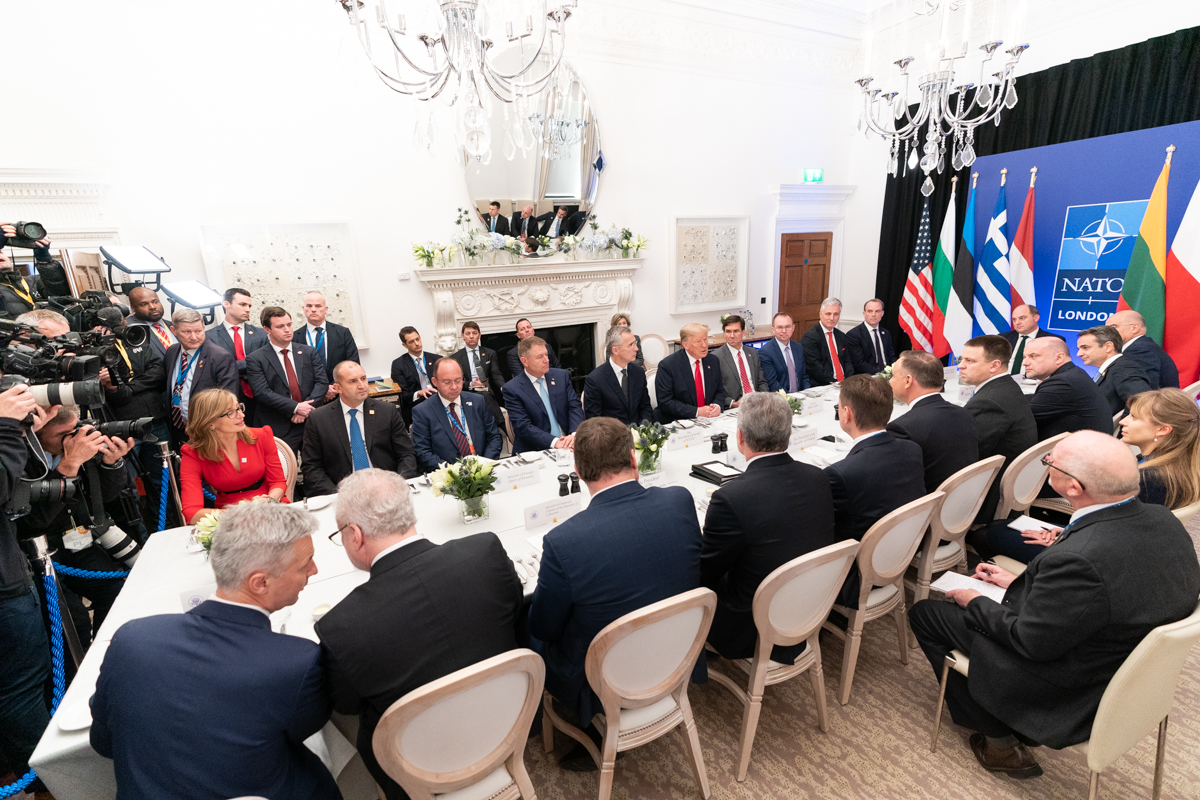
Arbeitsessen während des NATO-Gipfels im Dezember 2019

Ein erstes Herrenhaus wurde gegen Ende des 16. Jahrhunderts errichtet. Um 1720 begann Charles Buck mit dem Bau des heutigen Hauses. Nach mehreren Besitzerwechseln erwarb 1753 der Diplomat Thomas Villiers das Anwesen, der es von 1754 bis 1761 durch Matthew Brettingham im georgianischen Stil umbauen ließ. Um 1780 ließ der inzwischen zum Earl of Clarendon erhobene Villiers das Gebäude von Robert Taylor erneut verändern. Als in den 1830er Jahren die London and Birmingham Railway gebaut wurde, verweigerte der 4. Earl of Clarendon seine Zustimmung, dass die Trasse über seinen Grund laufen durften. Deshalb musste ein Teil der Strecke aufwändig durch den über 1,5 km langen Watford Tunnel geführt werden. Im 19. Jahrhundert war The Grove ein Treffpunkt der viktorianischen Gesellschaft, unter anderem waren der Thronfolger Albert, Spencer Horatio Walpole und Lord Palmerston in dem Herrenhaus zu Gast. Von etwa 1870 bis 1875 nahm Edward Blore für den 5. Earl of Clarendon größere Umbauten vor. 1920 verkaufte die Familie Villiers das Herrenhaus, das in den nächsten Jahrzehnten unter anderem als Internat und später als Ausbildungszentrum von British Rail genutzt wurde. Für diese Nutzungen erfolgten Mitte des 20. Jahrhunderts weitere Umbauten. Seit dem 15. November 1973 steht das Herrenhaus als Kulturdenkmal unter Denkmalschutz. 1996 erwarb eine Investmentgesellschaft das stark restaurierungsbedürftige Herrenhaus. Sie ließ es aufwändig umbauen und durch einen Hotelkomplex erweitern. Seit 2004 dient das ehemalige Herrenhaus als Mittelpunkt eines Hotels, das zu den Leading Hotels of the World gehört. Anfang Dezember 2019 diente das Hotel als Tagungsstätte eines NATO-Gipfels.

## Anlage
Das aus Ziegeln erbaute, ursprüngliche zweigeschossige  Herrenhaus wurde zunächst auf einem H–förmigen Grundriss erbaut. Bei dem Umbau um 1720 wurde das Gebäude auf T–förmigen Grundriss neu errichtet, wobei an die linke, westliche Seite des Hauptflügels ein Seitenflügel angebaut wurde. Robert Taylor entwarf um 1780 den Ostflügel mit dem neuen Haupteingang bauen. Ursprünglich befand sich der Haupteingang an der Südseite, die durch dorische Pilaster gegliedert ist. Durch die späteren Umbauten wurde das Herrenhaus wesentlich vergrößert und verändert. Bei dem Umbau durch Edward Blore im 19. Jahrhundert wurden die Gebäude um ein Stockwerk erhöht, wobei das flach geneigte Schieferdach zum Großteil durch eine mit Ziervasen versehene Attika verborgen ist. Die Bauten auf der Nordseite des Herrenhauses stammen aus dem 20. Jahrhundert. Von der Innenausstattung sind noch in einigen Räumen Kamine, Stuckdecken und Türen aus der Zeit um 1780 erhalten.
Direkt südlich des Herrenhauses befindet sich ein formal angelegter Garten. Westlich des Herrenhauses befinden sich die ehemaligen Stallungen, die als eines der Restaurants des Hotels dienen. Westlich, südlich und östlich des Hotels befindet sich ein eigener Golfplatz.

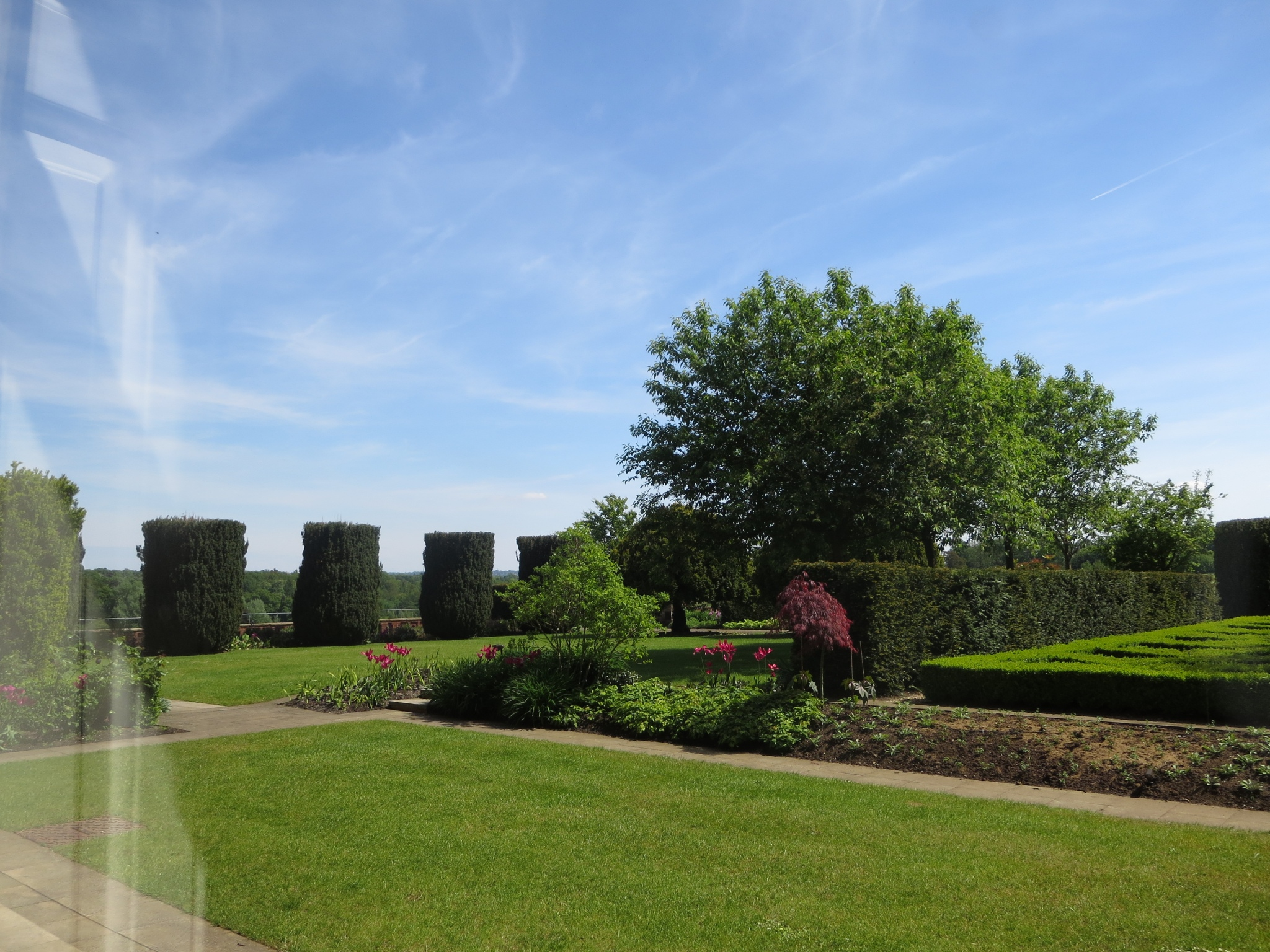
Formaler Garten südlich des Herrenhauses